# Карневале, Андреа
А́ндреа Алесса́ндро Карнева́ле (итал. Andrea Alessandro Carnevale; 12 августа 1961, Монте-Сан-Бьяджо) — итальянский футболист. Играл на позиции нападающего.

## Карьера
После игры за различные команды, он играл за «Наполи» с 1986 по 1990 год, где в то время играл Диего Марадона[значимость факта?]. Он выиграл два Скудетто, один Кубок Италии и один Кубок УЕФА. Играл в составе «Ромы» ещё 2 года, после чего провёл три сезона в серии B за «Пескару» и «Удинезе».
Участвовал в олимпиаде 1988 года и чемпионате мира 1990 года.